# チェコ文学

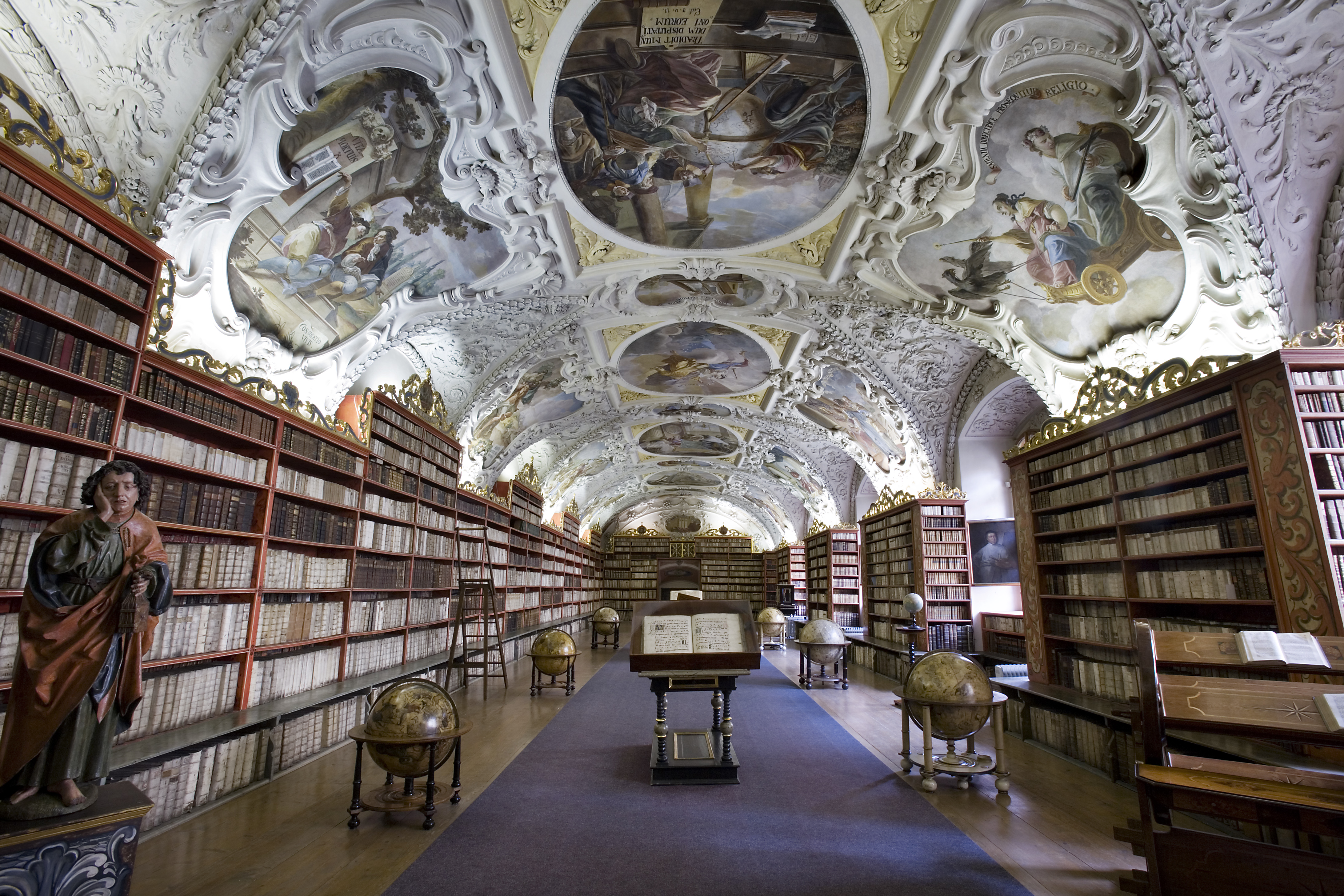
ストラホフ修道院図書館

チェコ文学（Czech literature）とは、チェコ共和国において、チェコ語あるいはチェコ人による文学作品を指す。 チェコにおいて、ほとんどの文学作品は、現在チェコ語で書かれているが、歴史的には、チェコの文学作品の多くは、ラテン語やドイツ語などの他の言語でも書かれていた。

## チェコの主な著作家
- ヨハネス・アモス・コメニウス(1592-1670)
- カレル・ヤロミール・エルベン(1811-1870)
- ボジェナ・ニェムツォヴァー(1820-1862)
- ヤン・ネルダ(1834-1891)
- アロイス・イラーセク(1851-1930)
- フランツ・カフカ(1883-1924)
- ヤロスラフ・ハシェク(1883-1923)
- カレル・チャペック(1890-1938)
- ヤロスラフ・サイフェルト(1901-1986)
- ボフミル・フラバル(1914-1997)
- イジー・コラーシュ(1914-2002)
- ミラン・クンデラ(1929)
- イヴァン・ヴィスコチル(1929)
- オタ・パヴェル(1930-1973)
- イヴァン・クリーマ(1931)
- ヴァーツラフ・ハヴェル(1936-2011)
- イジー・クラトフヴィル(1940)
- ミハル・アイヴァス(1949)
- パトリク・オウジェドニーク(1957)
- ビアンカ・ベロヴァー(1970)

- アニメーション作家
  - イジー・トルンカ
  - カレル・ゼマン
  - ヤン・シュヴァンクマイエル